# Зубарев, Прокопий Тимофеевич
Проко́пий Тимофе́евич Зу́барев (февраль 1886, Котельничский уезд, Вятская губерния — 15 марта 1938, Коммунарка) — советский партийный и государственный деятель. Репрессирован.

## Биография
Прокопий Тимофеевич Зубарев родился в феврале 1886 года в деревне Зубари Смертинской волости Котельничского уезда Вятской губернии, Ныне деревня не существует, территория находится в Котельничском сельском поселении Котельничского района Кировской области.
С 1901 по 1905 год обучался в Вятском сельскохозяйственном техническом училище. С 1904 года — член РСДРП(б). С 1904 по 1908 годы выполнял партработу по разбору архива нелегальной литературы, получая её из-за границы через уральскую организацию. Кроме того вёл агитационную и пропагандистскую работу. С 1909 по 1915 год занимал ряд должностей в Уфимской губернии, был счетоводом-бухгалтером, инструктором по кооперации Уфимского губернского земства. В 1915 году призван в армию. Прапорщик.
С 1918 года — комиссар, председатель Уфимского губернского продовольственного комитета, председатель Исполнительного комитета Уфимского губернского Совета. С июля 1922 года по декабрь 1923 года — заместитель председателя СНК Башкирской АССР, заместитель председателя Экономического Совета при СНК Башкирской АССР. С 1924 года находился на партийной работе: в Уральской области, был ответственным секретарём Курганского окружного комитета ВКП(б).
С 19 августа  1929 году председатель Организационного комитета Президиума ВЦИК по Северному краю, который был образован 1 октября того же года. Первым, организационным пленумом Северного крайисполкома, состоявшимя 24 августа, был избран председателем, но ещё до 1 октября был отозван ЦИК для руководящей работы на Урале и на его пост пленумом 2 октября был избран бывший нарком труда РСФСР А. М. Бахутов, которого вскоре сменил С. И. Комиссаров, ранее 2 октября назначенный председателем СевРКИ.
С октября 1929 по 1930 гг. — председатель Исполнительного комитета Уральского областного Совета, также 2-й секретарь Уральского областного комитета ВКП(б). С 1931 года по март 1934 года — в Народном комиссариате земледелия СССР. До марта 1937 года — заместитель народного комиссара земледелия РСФСР. Проживал в Москве, ул. Серафимовича, д. 2 (Дом на набережной), кв. 183.
Репрессирован. 15 марта 1937 года арестован. Обвиняемый на Третьем Московском процессе. Приговорен Военной коллегией Верховного суда СССР 13 марта 1938 года, обвинение: участии в контрреволюционной террористической организации. Расстрелян 15 марта 1938 года на расстрельном полигоне «Коммунарка» Коммунарского сельсовета Ленинского района Московской области, ныне кладбище в Поселении Сосенское Новомосковского административного округа Москвы.
Реабилитирован в июне 1965 года Военной коллегией Верховного суда СССР.

## Антипартийная деятельность
В ходе следствия рассказал о контрреволюционной и антипартийной деятельности:
- Установил связь с царской охранкой в 1908 году в городе Котельнич Вятской губернии. Пристав 4-го стана Дмитрий Николаевич Васильев дал кличку «Василий» и поручил периодически информировать его о работе котельнической организации РСДРП (большевиков), о её личном составе. В начале 1909 года выехал из Котельнического уезда. В 1910 году стал агентом полиции в Стерлитамаке, получил кличку «Парень». Работая в городе Стерлитамаке уездным инструктором по кооперации, имел поручение давать сведения о ссыльных, которых было в Стерлитамаке значительное количество. В конце 1915 переехал на жительство в Уфу, так как со стороны губернского земства было предложено занять должность губернского инструктора по кооперации. С февраля 1916 года сотрудничал с полицией в Уфе под кличкой «Прохор», через полтора месяца был мобилизован, получил задание освещать политические настроения той воинской части, в которой находился[4].
- В декабре 1935 года вовлечен в шпионскую работу секретарем председателя СНК РСФСР Сулимова членом антисоветской организации правых Ивановым. Получил задание от Иванова собрать секретные сведения об общих посевных площадях, валовом сборе зерна и других культур, об обеспечении колхозного населения продовольствием, семенами, обеспечении скота фуражом и о настроениях в деревне.

Зубарев признал себя виновным в том, что:
1. Состоя членом антисоветской организации правых с 1929 года по день ареста, я вел активную борьбу с коммунистической партией и советским государством всеми доступными мне методами, добиваясь свержения советского строя и реставрации капитализма в нашей стране.
2. В этих целях я проводил вербовочную работу в Москве, на Урале по вовлечению новых участников в контрреволюционную организацию, способных активно бороться с советской властью.
3. Являлся одним из руководителей и членом антисоветской организации правых в Москве, одним из активных организаторов и руководителей контрреволюционной организации на Урале.
4. Являлся одним из руководителей контр-революционной вредительской подрывной работы в сельском хозяйстве, осуществлявшейся антисоветской организацией организацией правых в «Семеноводобъединении», в НКЗеме РСФСР и на Урале.
5. Проводил шпионскую работу в пользу фашистской Германии, став изменником родины.
6. Являлся одним из активных руководителей террористической группы антисоветской организации правых в НКЗ РСФСР, ставившей своей задачей совершение террористических актов против руководителей ВКП(б) и советского государства.
7. Являлся агентом в царской охранке и провокатором в большевистской партии с 1908 по 1916 год и предавал интересы рабочего класса и трудящихся[5].

## Комментарии
1. ↑  Деревня Зубари, относившаяся к Смертинской, затем — к Котельничской волости Котельничского уезда, в последующем входила в состав Ждановского, затем — Котельничского сельсовета  Котельничского района Кировской области; упразднена 22.11.1994[1].